# 39382 Opportunity
39382 Opportunity este un asteroid din centura principală, descoperit pe 24 septembrie 1960, de Cornelis van Houten și Ingrid van Houten-Groeneveld.